# Camphin-en-Carembault

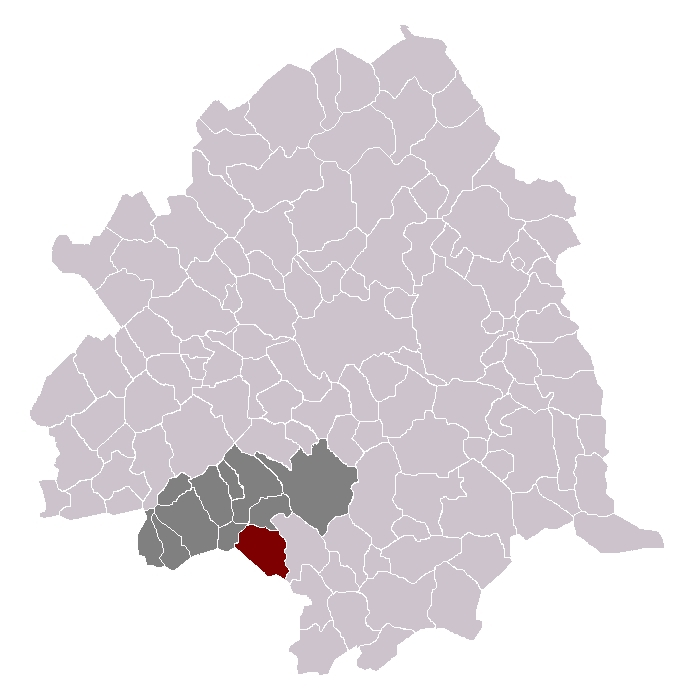
Localització de Camphin-en-Carembault

Camphin-en-Carembault és un municipi francès, situat a la regió dels Alts de França, al departament del Nord. L'any 2006 tenia 1.587 habitants. Limita al nord amb Chemy, a l'est amb Phalempin, al sud-est amb Libercourt, al sud-oest amb Carvin, a l'oest amb Carnin i al nord-oest amb Gondecourt.

## Demografia
| 1962                                       | 1968  | 1975  | 1982  | 1990  | 1999  | 2006  |
| ------------------------------------------ | ----- | ----- | ----- | ----- | ----- | ----- |
| 1.214                                      | 1.254 | 1.258 | 1.442 | 1.547 | 1.539 | 1.587 |
| Des de 1962: població sense dobles comptes |       |       |       |       |       |       |

## Administració
| Període | Identitat | Partit |
| ------- | --------- | ------ |
| 2001-   | Paul Sion |        |